# Ceratostigma
Ceratostigma Bunge, 1833 è un genere di piante appartenente alla famiglia Plumbaginaceae, native delle regioni temperate e tropicali di Asia e Africa.

## Descrizione
Il genere comprende specie erbacee, suffruticose o arbustive.

### Foglie
Le foglie hanno una disposizione spirale, sono semplici e lunghe fino a 9 cm. I margini generalmente sono pelosi. Alcune specie sono sempreverdi, altre sono decidue.

### Fiori
I fiori sono portati da infiorescenze compatte ed ognuno di essi ha una corolla pentalobata. Il colore varia dal blu-scuro al rosso-porpora.

### Frutti
I frutti sono costituiti da una piccola capsula che porta un solo seme.

## Distribuzione e habitat
Il genere è presente nell'Africa orientale (Eritrea, Etiopia, Somalia, Kenya e Sudan) e nell'Asia orientale (Nepal, Tibet Himalaya, Birmania, Cina e Thailandia).

## Tassonomia
Al genere Ceratostigma appartengono 7 specie:
- Ceratostigma abyssinicum (Hochst.) Asch.
- Ceratostigma asperrimum Stapf ex Prain
- Ceratostigma griffithii C.B.Clarke
- Ceratostigma minus Stapf ex Prain
- Ceratostigma plumbaginoides Bunge
- Ceratostigma ulicinum Prain
- Ceratostigma willmottianum Stapf

## Usi
Ceratostigma plumbaginoides è coltivata come pianta ornamentale nei giardini per i suoi fiori blu e per le foglie autunnali rosso brillante.